# Negrușa, Mehedinți
Negrușa este un sat în comuna Cireșu din județul Mehedinți, Oltenia, România.